# Rio de Moinhos (Sátão)
Rio de Moinhos is een plaats (freguesia) in de Portugese gemeente Sátão en telt 1066 inwoners (2001).